# شور باتلاقی
باتلاقی شور، شور باتلاقی یا گَتَک (نام علمی: Halocnemum strobilaceum) گونه‌ای از گیاهان گلدار از راسته میخک‌سانان خانواده تاج‌خروسیان Amaranthaceae (هم‌خانواده یا زیرخانواده اسفناجیان Chenopodiaceae) است.
شورباتلاقی از گیاهان شورپسند است.

## پراکندگی
رویشگاه اصلی آن کشورهای شمال آفریقا، شرق دریای مدیترانه، ترکیه، اروپای شرقی، یونان، فرانسه و بخصوص مصر ، ایران و ایتالیا است؛

### در ایران
شور باتلاقی از جمله گونه‌های گیاهی فراوان سواحل جنوبی ایران است از جمله در سراسر استان بوشهر مخصوصا نواحی ساحلی و منطقه حفاظت‌شده مند به فراوانی وجود دارد. در جنوب ایران که نام محلی این گیاه در میان اهالی گَتَک می‌باشد
این گیاه همچنین در بعضی نواحی مرکزی ایران مثل حوض سلطان استان قم و … می‌روید.